# Aulonogyrus
Genre
Aulonogyrus est un genre de Gyrinidae qui est représenté par deux espèces en Europe : Aulonogyrus concinnus et Aulonogyrus striatus.

## Description
Ces petits coléoptères dulçaquicoles sont glabres avec le bord du corps jaune, ainsi que les pattes. Les élytres sont recouverts de onze stries longitudinales.
Les larves diffèrent du genre Gyrinus, car entre autres leur corps allongé est plus large avec un diamètre plus rond.

## Liste des espèces
- Aulonogyrus abdominalis (Aubé, 1838)
- Aulonogyrus abyssinicus Régimbart, 1883
- Aulonogyrus aculeatulus Ochs, 1933
- Aulonogyrus acutus Brinck, 1955
- Aulonogyrus algoensis Régimbart, 1883
- Aulonogyrus alternatus Régimbart, 1892
- Aulonogyrus amoenulus (Boheman, 1848)
- Aulonogyrus angustatus (Dahl, 1823)
- Aulonogyrus antipodum Fauvel, 1903
- Aulonogyrus arrowi Régimbart, 1907
- Aulonogyrus ater Brinck, 1955
- Aulonogyrus aureus Brinck, 1955
- Aulonogyrus bachmanni Ochs, 1937
- Aulonogyrus bedeli Régimbart, 1883
- Aulonogyrus caffer (Aubé, 1838)
- Aulonogyrus camerunensis Ochs, 1933
- Aulonogyrus capensis (Thunberg, 1781)
- Aulonogyrus capensis Bjerken, 1787
- Aulonogyrus carinipennis Régimbart, 1895
- Aulonogyrus centralis Ochs, 1928
- Aulonogyrus clementi Legros, 1946
- Aulonogyrus concinnus (Klug in Ehrenberg, 1834)
- Aulonogyrus conspicuus Ochs, 1929
- Aulonogyrus convena Guignot, 1955
- Aulonogyrus cristatus Régimbart, 1903
- Aulonogyrus denti Ochs, 1937
- Aulonogyrus depressus Brinck, 1955
- Aulonogyrus elegantissimus Régimbart, 1883
- Aulonogyrus epipleuricus Régimbart, 1906
- Aulonogyrus flavipes (Boheman, 1848)
- Aulonogyrus flaviventris Régimbart, 1906
- Aulonogyrus formosus (Modeer, 1776)
- Aulonogyrus graueri Ochs, 1937
- Aulonogyrus hypoxanthus Régimbart, 1906
- Aulonogyrus inyanganensis Mazzoldi, 1996
- Aulonogyrus kasikiensis Ochs, 1937
- Aulonogyrus knysnanus Brinck, 1955
- Aulonogyrus latens Brinck, 1955
- Aulonogyrus luimbalus Brinck, 1955
- Aulonogyrus malkini Brinck, 1955
- Aulonogyrus manoviensis Ochs, 1937
- Aulonogyrus marginatus (Aubé, 1838)
- Aulonogyrus monticola Brinck, 1951
- Aulonogyrus naviculus Brinck, 1955
- Aulonogyrus obliquus (Walker, 1858)
- Aulonogyrus rhodesianus Brinck, 1955
- Aulonogyrus sesotho Brinck, 1966
- Aulonogyrus seydeli Ochs, 1954
- Aulonogyrus sharpi Régimbart, 1883
- Aulonogyrus splendidulus (Dupont in Aubé, 1838)
- Aulonogyrus striatus (Fabricius, 1792)
- Aulonogyrus strigosus (Fabricius, 1801)
- Aulonogyrus varians Brinck, 1955
- Aulonogyrus vethi Régimbart, 1886
- Aulonogyrus wehnckei Régimbart, 1883